# Symphylella panama
Symphylella panama är en mångfotingart som beskrevs av Hilton. Symphylella panama ingår i släktet findvärgfotingar, och familjen slankdvärgfotingar. Inga underarter finns listade i Catalogue of Life.